# Nectria pityrodes
Nectria pityrodes är en svampart som först beskrevs av Jean François Montagne, och fick sitt nu gällande namn av Jean François Montagne 1856. Nectria pityrodes ingår i släktet Nectria och familjen Nectriaceae.  Utöver nominatformen finns också underarten saccharina.